# Gary Alexander
Gary R. Alexander (Jacksonville, 1º novembre 1969) è un ex cestista statunitense, professionista nella NBA, in Europa e in Sudamerica.